# Província de Carrasco

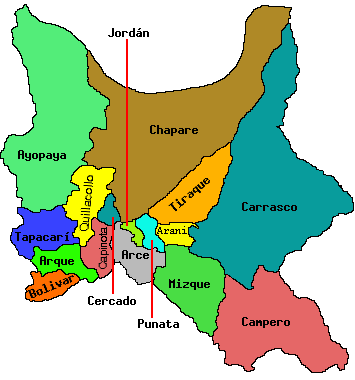
Les províncies del Departament de Cochabamba.

La província de Carrasco és una de les 16 províncies del Departament de Cochabamba, a Bolívia. La seva capital és Totora.